# Oxydia subductaria
Oxydia subductaria là một loài bướm đêm trong họ Geometridae.